# Mark Adamo
Mark Adamo (nacido en Filadelfia en 1962) es un compositor estadounidense conocido sobre todo por sus dos óperas: Mujercitas (Little Women, 1998) y Lysistrata (2005). Mark Adamo es abiertamente homosexual y vive con el compositor, su compañero, John Corigliano, en Nueva York desde hace 14 años.

## Óperas
- Little Women (1998)
- Avow, una ópera de cámara de diez minutos (1999)
- Lysistrata, or The Nude Goddess (2005)